# Juliane Stude
Juliane Stude (* 1978) ist eine deutsche Germanistin.

## Leben
Nach dem Studium (1998–2002) für das Lehramt Primarstufe an der Universität Dortmund und der Promotion 2011 an der Fakultät Kulturwissenschaften der Technischen Universität Dortmund ist sie seit 2015 Universitätsprofessorin für Didaktik der deutschen Sprache an der Universität Münster.
Ihre Forschungs- und Arbeitsschwerpunkte sind (schulische und außerschulische) soziale Interaktion: Erwachsenen-Kind-Interaktion, Peer-Interaktion, Unterrichtsinteraktion, Sprachdiagnostik und Sprachdidaktik im Elementar- und Primarbereich, Erwerb und Förderung mündlicher und schriftlicher Diskursfähigkeiten (insbesondere Erzählkompetenzen), Erwerb und Förderung von Sprachbewusstheit, supportives Lehrhandeln in den Bereichen Deutsch als Zweitsprache, Deutsch als Fremdsprache und Gesprächsanalyse, Interaktionale Linguistik in der LehrerInnenbildung.

## Schriften (Auswahl)
- Kinder sprechen über Sprache. Eine Untersuchung zu interaktiven Ressourcen des frühen Erwerbs metasprachlicher Kompetenzen. Stuttgart 2012, ISBN 3-12-688057-6.
- mit Tabea Becker: Erzählen. Heidelberg 2017, ISBN 3-8253-6725-8.